# Dolphin Tale
Dolphin Tale, titulada en castellano Winter el delfín en Latinoamérica y La gran aventura de Winter el delfín en España, es una película dramática estrenada el 22 y 23 de septiembre de 2011 en Latinoamérica y Estados Unidos, respectivamente; y el 11 de noviembre del mismo año en España. Dirigida por Charles Martin Smith sobre un guion de Karen Janszen y Noam Dromi basado en el libro Dolphin Tale: The Junior Novel, es protagonizado por Harry Connick, Jr., Ashley Judd y Morgan Freeman.
Tanto el libro como la película, están inspirados en la historia real de Winter, un delfín hembra nariz de botella que fue rescatada en diciembre de 2005 frente a las costas de la Florida y fue acogida por el hospital-acuario de Clearwater Marine Aquarium. La delfín perdió la cola después de enredarse entre las cuerdas de una trampa para cangrejos y tuvo que ser equipada con una prótesis para poder nadar.
El 12 de septiembre de 2014 se estrenó la secuela de la película.

## Argumento
Las escenas iniciales de la película muestran una manada de delfines en su hábitat natural seguidos de un bote que está pescando cangrejos mientras devuelven una trampa para cangrejos en el océano después de vaciar su contenido en el bote.
En la escena siguiente, Sawyer Nelson (Nathan Gamble)  de 11 años va en bicicleta a la orilla de la playa cuando un pescador (Richard Libertini), le pide ayuda después de encontrar en la playa a una delfín nariz de botella hembra  herida y atrapada en una trampa para cangrejos. Con la llamada de auxilio llegan los rescatistas de Hospital Marino de Clearwater, dirigidos por el Dr. Clay Haskett (Harry Connick Jr.), y llevan a la delfín herida para recibir tratamiento. La hija de Clay, Hazel (Cozi Zuehlsdorff) de 11 años, nombra a la delfín Winter (Invierno en español), por dos delfines anteriores, Summer (Verano) y Autumn (Otoño), a quienes devolvieron al océano y cree que el uso de las estaciones del año como nombres continuará la racha y logren devolver a Winter al mar. Ella permite Sawyer ver a Winter. Inicialmente a Clay no le gusta el acuerdo ya que Sawyer no está entrenado en el cuidado de animales marinos, pero después de darse cuenta de que Winter responde bien cuando Sawyer está presente se le permite visitarla. Pronto Sawyer, quien se inscribió en la escuela de verano debido a su bajo promedio académico, comienza a saltarse clases para visitar a Winter. Lorraine (Ashley Judd), la madre de Sawyer finalmente se entera de que su hijo está faltando a clases, pero después de ver que la interacción de Sawyer con Winter ha mejorado su estado de ánimo, algo que Sawyer no había mostrado desde que fue abandonado por su padre, que desapareció hace cinco años, lo retira de la escuela de verano y le permite ser voluntario en el hospital.
Desafortunadamente la cola de Winter está muy dañada y por lo tanto debe ser amputada. Winter aprende por sí misma a nadar sin cola mediante el desarrollo de un movimiento de lado a lado (como el de un pez), pero después de unos rayos X se muestra que el movimiento no natural está causando tensión en la columna vertebral de la delfín y si continúa con el movimiento finalmente la matará. Mientras tanto Kyle Connellan (Austin) el primo de Sawyer, un ex campeón de natación está en el hospital militar con la pierna derecha dañada por una explosión. Después de algún tiempo en el hospital a Kyle le van a dar una fiesta de bienvenida pero él está deprimido y prefiere quedarse en el Centro Médico para Veteranos. Sawyer y su mamá van a visitar a Kyle quien está en consulta con el Dr. Cameron McCarthy (Morgan Freeman) en el laboratorio de prótesis. Para sorpresa de Sawyer y Lorraine, Kyle se siente avergonzado de verlos e incluso les pide que se vayan lo que enfurece a Sawyer y le dice que también su familia la está pasando mal. Kyle recapacita y lleva a Sawyer a dar un paseo, hablan de su pierna y las posibilidades de caminar. Antes irse Sawyer encuentra al Dr. McCarthy en los jardines del hospital y le pregunta sobre una prótesis para la cola de Winter. Aunque parece una locura él se compromete a trabajar en el proyecto durante sus próximas vacaciones y convence a su proveedor de prótesis (Hanger Prosthetics and Orthotics, que suministra las prótesis de cola en la vida real de Winter), para suministrar las piezas sin costo alguno. El Dr. McCarthy fabrica una prótesis casera de cola en espera de la real, sin embargo, Winter la rechaza y la destruye golpeándola contra la pared de la piscina.
Poco después, el Hospital Marino de Clearwater, ya en peligro financiero, se encuentra seriamente dañado por el paso del huracán LeRoy, después de lo cual el Consejo de Administración acuerda cerrarlo, vender la tierra a un promotor inmobiliario y encontrar hogares para los animales, a excepción de Winter, quien debido a que su condición no es deseada por ningún acuario y podría ser sacrificada. Sin embargo, después de un encuentro casual con una madre y su hija que está en una silla de ruedas (a la niña le amputaron la pierna izquierda), quienes se enteraron de la historia de Winter y condujeron 8 horas desde Atlanta  solo para ver a la delfín con lo que a Sawyer se le ocurre un plan de última oportunidad El Día de Salvar a Winter y para también rescatar el hospital marino. A Clay no le convence la idea, pero la reconsidera después de hablar con su padre, Reed (Kris Kristofferson). Para ayudar Kyle propone una  carrera contra Donovan Peck (Michael Roark), el actual campeón de natación local de la escuela preparatoria y quien rompió casi todos los récords estatales de natación de Kyle quien también recluta a Sandra Sinclair (Ashley White), una amiga y reportera del canal de televisión Bay News 9 para promover el evento.
La cola nueva suministrada llega por fin, pero Winter también la rechaza. Sawyer descubre que Winter no rechaza  la cola artificial, sino el plástico al que se une la cola le irrita su sensible piel, que Sawyer se compara con un cinturón de seguridad cuando roza con la piel humana. Al Dr. McCarthy se le ocurre una alternativa y es utilizar un calcetín de elastómero de silicón que él llama "Gel de Winter" (el nombre real del producto que fue utilizado para fijar las prótesis, que fue desarrollado durante su investigación con Winter), y finalmente para el El día de Salvar a Winter llega y ella es capaz de aceptar el nuevo plástico y la prótesis de cola.
Durante El Día de Salvar a Winter el profesor Doyle (Ray McKinnon) de la escuela de verano de Sawyer verano le da crédito por su trabajo en el hospital marino y un ensayo que el chico presentó. El pescador que inicialmente descubrió a Winter en la playa da un donativo diciendo: "Winter y yo somos viejos amigos." El consejo se entera de que el negocio de bienes raíces está cerrado, pero el desarrollador Philip J. Hordern (Tom Nowicki), quien asistió al evento con sus nietas, está de acuerdo en permitir que el hospital marino se mantenga abierto y dice que lo va a apoyar financieramente.
Al final del filme se muestran imágenes documentales reales del rescate de Winter, varias de las colas de prótesis que ella ha utilizado y las escenas de personas reales amputadas y discapacitadas que han visitado Winter en el Acuario Marino de Clearwater.

## Reparto

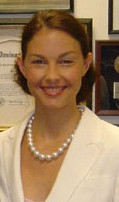
Ashley Judd como Lorraine Nelson.

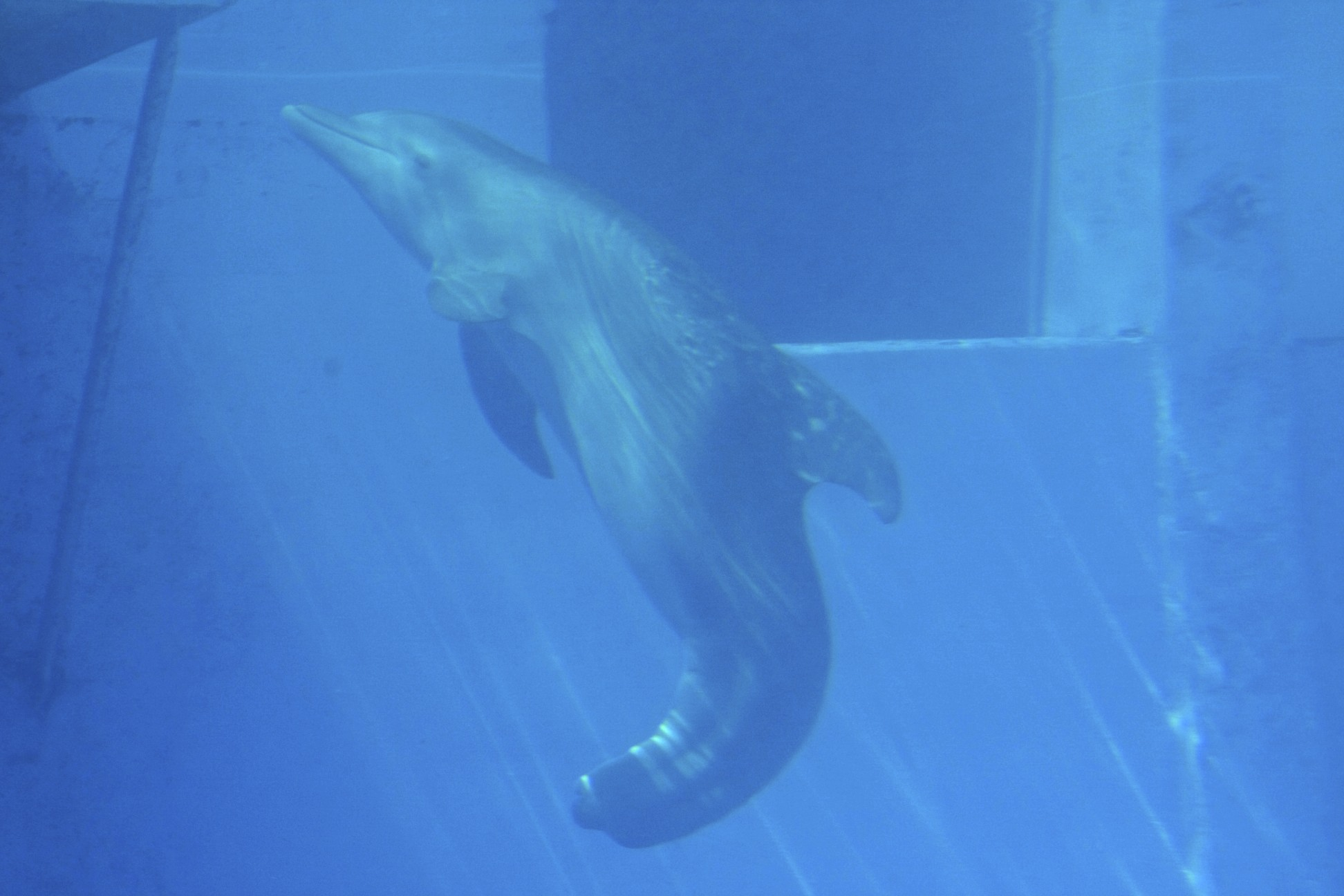
Winter como ella misma.

- Harry Connick, Jr. como el doctor Clay Haskett.
- Ashley Judd como Lorraine Nelson.
- Nathan Gamble como Sawyer Nelson.
- Kris Kristofferson como Reed Haskett.
- Morgan Freeman como el doctor  McCarthy.
- Juliana Harkavy como Rebeca.
- Austin Stowell como Kyle Connellan.
- Cozi Zuehlsdorff como Hazel Haskett.
- Austin Highsmith como  Phoebe.
- Betsy Landin como Kat.
- Frances Sternhagen como Gloria Forrest.
- Ray McKinnon como el profesor Doyle.
- Tom Nowicki como el señor Philip J. Hordern.
- Winter como ella misma.
- Rufus como el mismo.

## Producción
Se empezó a rodar el 27 de septiembre de 2010. Se filmó íntegramente en el estado de Florida, Estados Unidos. Dolphin Tale fue filmada en 3D. La película fue rodada básicamente en el Condado de Pinellas con locaciones en los alrededores del acuario donde vive Winter, el Clearwater Marine Aquarium y locaciones adicionales como: la Academia Admiral Farragut, la isla Honeymoon, Tarpon Springs y la televisora local Bay News 9.
Se rumoreó que Hilary Duff iba a aparecer en la película, pero un miembro del reparto se opuso a que dicha actriz consiguiera un papel.

## Diferencias entre la película y los eventos reales
- En la película Winter se encuentra varada en una playa cerca de Clearwater, Florida; un pescador sentado en la orilla es quien da aviso y la rescata con la ayuda de Sawyer. En la vida real, Winter fue encontrada en la Laguna Mosquito (en el lado opuesto del estado), no en una playa, pero si por un pescador en la laguna.[6]
- En el filme Winter parece estar en pleno crecimiento cuando es rescatada. En la vida real tenía unos dos meses de edad.
- En la película se menciona que la cola de Winter fue amputada debido a una infección causada por la cuerda en la que quedó atrapada. En la vida real la pérdida de la cola se debió a la falta de irrigación sanguínea en la cola.[7]
- En la cinta el proceso de elaboración de la prótesis de la cola de Winter tiene lugar durante un par de semanas por el médico de la Administración de Veteranos que trabajo durante sus vacaciones. En la vida real, el proceso de desarrollo de una cola adecuada tomó varios meses a Kevin Carroll y a Dan Strzempka de la Clínica Hanger de Austin, Texas.[6][8]
- En la película encuentran a Winter durante el verano. En la vida real Winter fue encontrada el 10 de diciembre de 2005, cuando fue nombrada era la temporada de invierno o Winter en inglés.

## Recepción

### Taquilla
Estrenada en 3.507 cines estadounidenses debutó en tercera posición con 19 millones de dólares, con una media por sala de 5.461 dólares, por delante de Abduction y por detrás de Moneyball. En su segunda semana en exhibición se colocó en primera posición en el ranking estadounidense. Recaudó en Estados Unidos 72 millones. Sumando las recaudaciones internacionales la cifra asciende a 95 millones. El presupuesto estimado invertido en la producción fue de 37 millones. En la siguiente tabla se muestran los diez primeros países donde mayores cifras obtuvo:
| País           | Recaudación (en USD) |
| -------------- | -------------------- |
| Estados Unidos | 72.286.779           |
| Reino Unido    | 3.714.821            |
| Rusia          | 2.662.179            |
| Alemania       | 1.803.021            |
| Brasil         | 1.614.726            |
| Francia        | 1.552.040            |
| España         | 1.417.043            |
| Italia         | 1.283.109            |
| Australia      | 1.239.518            |
| Argentina      | 837.841              |